# Mac Caruana
Mackenzie „Mac“ Caruana (* 25. September 1998 in Toronto, Ontario) ist ein kanadisch-australischer Eishockeyspieler, der seit 2018 bei den Melbourne Ice in der Australian Ice Hockey League unter Vertrag steht.

## Karriere
Mac Caruana begann seine Karriere in der Mannschaft der St. Michael’s College School in seiner Geburtsstadt Toronto. 2016/17 spielte er für die Elliot Lake Wildcats in der Northern Ontario Junior Hockey League. Zur Sommersaison 2018 wechselte er auf die südliche Erdhalbkugel zu den Melbourne Ice in die Australian Ice Hockey League. Dort spielt er seither mit Ausnahme einer Unterbrechung wegen der COVID-19-Pandemie in den Jahren 2020 und 2021.

### International
Bei der Weltmeisterschaft 2023 debütierte Caruana für die australische Nationalmannschaft in der Division II.